# Oscar Artacho
Oscar Artacho Morgado (Buenos Aires, siglo XX-Lima, 1986) fue un futbolista y comentarista deportivo argentino nacionalizado peruano.

## Trayectoria

### Deportiva
Jugaba de mediocampista, y su primer equipo fue Vélez Sarsfield de Argentina, club que defendió entre 1939 y 1945, desde su niñez en el tradicional barrio de bonaerense de Liniers, reducto del popular, de cuyas divisiones surgió hasta llegar al primer equipo, mostrando habilidades de indudable calidad futbolística, la cual debió de interrumpir en breve paréntesis, para cumplir con la honrosa obligación del servicio militar en el distinguido y legendario Regimiento Granaderos a Caballo del Generalísimo don José de San Martín a quien el Perú tanto le debe. Sin embargo, Oscar Artacho, una vez cumplido su servicio militar, volvió a las canchas cuando el destino hizo que un cierto día se marcara su futuro. 
A fines de  1945 sucedió que el doctor Jorge Alba, por entonces presidente del club Universitario de Deportes, de visita en la capital Argentina, aprovechando su estancia, recibió la recomendación de observar al joven futbolista Artacho del Vélez Sarsfield. Impresionado, gestionó inmediatamente su incorporación al club merengue de Lima. Pero el destino le jugó una mala pasada: al llegar a la capital limeña se encontró con que la "U" había cambiado de junta directiva y las nuevas autoridades no estaban reconociendo los contratos firmados por la junta vacante. Fue entonces que el caballeroso dirigente, don Carlos Cárdenas, presidente del club Mariscal Sucre, en un gesto que Oscar siempre recuerda como de gran calidad humana, incorporó a Artacho en las filas de su institución.
Jugando por los dinamiteros, Artacho sufrió una fuerte lesión. Enyesado, fue invitado una tarde por el periodista Óscar Torres Bouroncle a su cabina de Radio Colonial. Esa tarde, la voz de Artacho, sumada al atractivo de su acento rioplatense, gustó al público. Torres lo invitó a comentar un partido del fin de semana. Artacho no solo comentó: narró. Y así comenzó su propia historia.

### Radio y Televisión
Artacho entabló amistad con algunos periodistas; entre ellos, Raúl Goyburu, Miguel de los Reyes, Ángel Serván y Fidel Ramírez Lazo. Junto a ellos, fundó el programa Pregón Deportivo el 5 de mayo de 1948, cuya historia reconstruimos aquí, en gran parte gracias a los aportes de Carlos Castro Maya en su blog Deportes.
Pregón Deportivo nació en Radio Central y su nombre surgió de una conversación de Artacho con Lucho Palma y Fidel Ramírez Lazo: Nosotros no leemos ni comentamos las noticias. Las pregonamos. El programa se amplió a las coberturas de diversas disciplinas, incluido el fútbol del fin de semana. Pasó por varias emisoras: Radio América, Radio El Sol, Radio Unión, entre otras, hasta que en 1978 compró su propia estación: Radio Selecta 2000.
Fue el primer programa radial peruano que transmitió un mundial: Brasil '50. Hizo lo propio en Brasil '62, Alemania '74 y España '82. También pasó, aunque de manera efímera, por algunos canales de televisión, como el 4, el 5 y el 7.
Oscar Artacho fue el narrador emblemático de la cadena: se le conoció también como El Relator Olímpico, luego de las Olimpiadas de Roma '60. De voz fuerte, su locución introdujo algunos coloquialismos; por ejemplo, el clásico Un momentito, Miguelito, cuando interrumpía una intervención de Miguel de los Reyes.
También narraba su hermano José Artacho, bajo el seudónimo de “Lucho Vélez”. Otros relatores que pasaron por el equipo fueron Humberto Martínez Morosini, Alberto Sorogastúa, Miguel Portanova, Raúl Maraví Ayala, Dante Mateo y el "Gato" Javier Chávez Campoverde.
La plana de comentaristas la compusieron los fundadores Raúl Goyburu, Miguel de los Reyes, Ángel Serván y Lucho Palma. Luego se sumaron, en distintos periodos, Augusto Rázuri, Lucho Alatrista, Pocho Rospigliosi, Eduardo San Román, Javier Rojas, Rodolfo Espinar, Lucho Garro, Guillermo Alcántara y Bruno Espósito.
Entre los reporteros de campo, también en distintas épocas, pueden enumerarse Tomás Zúñiga, Eduardo Cruz, Lucho Lazo, Carlos Castro Maya, Hernán Zamudio y Wilmer del Águila.
Un gran mérito de Pregón Deportivo fue su alianza con diversas emisoras de provincia, con lo cual consiguió transmitir las incidencias desde el interior del país. Contó con una excelente red de colaboradores en todo el territorio.
Tras la muerte del biografiado. Pregón Deportivo dejó de realizar coberturas en vivo.  Se convirtió en un programa diario de debate, de una hora en Radio Bacán, hasta diciembre de 2007, cuando cerró temporalmente. Fue refundado como programa y actualmente se transmite por Radio Gol.

## Últimos años de vida
Fuera de la televisión y radio, Artacho siguió ligado al fútbol en escuelas deportivas. 
En noviembre de 1986, ya algo delicado de salud, vivía en una casa de reposo en Lima, donde una neumonía le terminó costando la vida.

## Clubes

### Como jugador
| Club            | País      | Año       |
| --------------- | --------- | --------- |
| Vélez Sarsfield | Argentina | 1939−1945 |
| Universitario   | Perú      | 1946      |
| Mariscal Sucre  | Perú      | 1946−1948 |

## Palmarés

### Torneos nacionales
| Título           | Equipo                    | País | Año  |
| ---------------- | ------------------------- | ---- | ---- |
| Primera División | Universitario de Deportes | Perú | 1946 |

### Distinciones individuales
| Distinción                                                                           | Año  |
| ------------------------------------------------------------------------------------ | ---- |
| Premio "Mejor antiguo deportista" otorgado por el Círculo de Periodistas Deportivos. | 2015 |